# Abdulalim Shabazz
Abdulalim Shabazz   (Bessemer, 22 de maig de 1927 - Grambling, 25 de juny de 2014) va ser un matemàtic estatunidenc.

## Vida i obra
Shabazz va néixer a Bessemer (Alabama) amb el nom de Lonnie Grafton Cross; es va canviar el nom a l'edat adulta en convertir-se a l'Islam. Es va graduar en matemàtiques i química a la universitat Lincoln de Pennsilvània el 1949, va obtenir el màster en matemàtiques al Massachusetts Institute of Technology el 1951 i el doctorat a la universitat Cornell el 1955.
A partir de 1957 va ser professor de la universitat Clark Atlanta i el 1961 va fer pública la seva conversió. El 1963 va marxar a Washington DC, on va restablir la universitat de l'Islam i des de 1982 fins a 1986 va ser professor de la universitat Umm-al-Qura de La Meca. En retornar als Estats Units el 1986, va ser professor successivament de les universitats Lincoln, Clark Atlanta i estatal de Grambling (Louisiana).
La tasca de Shabazz en didàctica de les matemàtiques va ser molt notable, i sobre tot pel que fa a la promoció de les minories, especialment els negres. Per aquest motiu va rebre diferents premis, especialment el Premi Nacional de Mentor atorgat per Bill Clinton l'any 2000.